# Eria
Eria (em português: Éria) é um género botânico pertencente à família das orquídeas (Orchidaceae).

## Etimologia
O nome deste gênero deriva da latinização da palavra grega: έριον (érion), que significa “lã”, cujo plural é έρια , referindo-se às fimbrias lanosas que muitas espécies do gênero apresentam.
 

## Sinônimos
- Aeridostachya (Hook. f.) Brieger
- Alvisia Lindl.
- Artomeria Breda
- Bryobium Lindl.
- Callostylis Blume
- Campanulorchis Brieger
- Ceratium Blume
- Conchidium Griff.
- Cylindrolobus (Blume) Brieger
- Cymboglossum (J. J. Sm.) Brieger ex Rauschert
- Dendrolirium Blume
- Dilochiopsis (Hook. f.) Brieger
- Erioxantha Raf.
- Exeria Raf.
- Mycaranthes Blume
- Mycaridanthes Blume
- Pinalia Lindl.
- Trichosia Blume
- Trichosma Lindl.
- Tylostylis Blume
- Urostachya (Lindl.) Brieger
- Xiphosium Griff.

## Descrição
A maioria das espécies deste gênero são epífitas, raramente são terrestres, ou por vezes litófitas. São plantas, com pseudobulbo oblongo ou oval, tendo de duas a quatro folhas no topo. A inflorescência é terminal ou em cabos coaxiais. 
As flores são pequenas ou médias, geralmente de cor creme ou amarela, por vezes com manchas roxas. As sépalas e pétalas são quase idênticas na forma, lisas ou, frequentemente, com fímbrias semelhantes à lã, as sépalas laterais formando um mentum com o pé do ginostêmio, que é  curto e largo e, geralmente alado, com um pé claramente prolongado.

## Habitat e distribuição
Suas espécies crescem em habitats muito diversos, desde mangues tropicais, até florestas frias de montanha, principalmente na Índia, China, no Himalaia, Sudeste da Ásia, Polinésia e Ilhas Fiji.

## Taxonomia
O gênero possui cerca de 400 espécies, subdivididas em 13-17 seções. A espécie tipo é “Eria iavanica”. 
Este gênero está, atualmente, sob revisão e poderá ser dividido oito gêneros diferentes.

## Algumas Espécies
1. Eria iavanica (Sw.) Blume, Rumphia 2: 23 (1836).

A lista completa encontra-se aqui.